# آمرج
مقاطعة آمرج هي إحدى مقاطعات ولاية الحوض الشرقي السبعة يحدها جنوبا دولة مالي وشرقا مقاطعة باسكنو وشمالا مقاطعة النعمة وغربا مقاطعة تمبدغة، وتقع مقاطعة آمرج فلكيا عند تقاطع الخطين 16. 6 درجة شمالا و 7.12 غربا. وتعد مقاطعة آمرج من أكثر مقاطعات الوطن الرعوية كثافة’ فهي مقاطعة جميلة ومريحة في فصل الخريف وأهلها مسالمون وبحكم موقعها الجغرافي تعد فاعلا أساسيا في دفع علاقة موريتانيا ومالي المجاورة وبحكم كثافتها السكانية تعد كنزاً انتخابيا كبيرا غالبا ما يتم الرهان عليه ’مما جعلها معلما وطنيا يعد له أكثر من حساب’
وتضم المقاطعة ثلاث بلديات وهي
1 بلدية مقاطعة آمرج
2 بلدية عدل بكرو المركز الإداري الذي يعد من أكثر المراكز كثافة سكانية يعتمد أهله على التجارة أساسا وكذلك التنمية والزراعة فهو أرض خصبة، ويبعد هذا المركز الإداري عشر كيلومتر عن حدود دولة مالي كما يبعد خمسة وسبعون كيلومتر عن آمرج
3 بلدية بوكادوم ذات كثافة سكانية هي الأخرى
وبالرغم مما حظيت به المقاطعة من مكانة سياسية كبرى على المستوى الوطني إلا أن المقاطعة عامة وعاصمتها خاصة ما زالت بحاجة للفتة كريمة في كل المجالات وخاصة المنشآت التعلمية والصحية والبنى التحتية والتنمية.
فالبنى التحتية التعليمية للمقاطعة تتكون من أزيد من ثمان مدارس ابتدائية مكتملة فضلاً عن الفصول الدراسية المنفردة التي استفادت منها جل التجمعات السكنية في المقاطعة وإعداديتين وثانوية وحيدة غير مكتملة ومفتشية تعليم ومكتبة واحدة.
كما تعاني المقاطعة حديثا من الضعف الشديد للكادر التعليمي من حيث طغيان الطابع النسوي عليه وعدم التقيد بالتخصص في الممارسة التعليمية حيث نشهد في الإعدادية والثانوية وفرة كبيرة لأساتذة الرياضيات والفيزياء نظراً لأنهم من أبناء المقاطعة على حساب التخصصات الأخرى مما جعل أستاذ الفيزياء مثلا يدرّس العربية وأستاذ الرياضيات يدرس العلوم...
أما البنى الصحية فتحتاج هي الأخرى إلى لفتات من الدولة فهي تتألف من مستوصفين ومستشفى أمومة واحد يغلب عليه هو الآخر الكادر النسوي ويحتاج إلى كادر طبي متخصص ويفتقر إلى أبسط أجهزة فحص كما توجد نقاط صحية متناثرة وطب بيطري وحيد.
إداريا هناك حاكم للمقاطعة ورئيس للمركز الإداري عدل بكرو ووحدة درك ومفوضية شرطة في المركز الإداري ومكتب جمارك ثابت في المركز ووحدة حرس.
كما يوجد في المقاطعة قاضي تابع للمحكمة ومكتب للمحكمة
ومن الناحية الثقافية تعد المقاطعة من أكثر المقاطعات إشعاعا لما تحويه من محاظر كثيرة ومتنوعة كان لها الأثر البالغ في تعليم الناس في شتى العلوم الشرعية في القرآن الكريم وعلومه والفقه واللغة العربية وغيرها من داخل الوطن ومن خارجه.
ومن هذه المحاضر الراءدة في المنطقة والتي لها الأثر البالغ محظرة العلامة خين التي توفي عنها وهي مكتظة من أبناء المنطقة من كل القبائل وقد صلى على جنازته أربعون طالبا ممن أعطاهم السند بيده وغيرهم الكثير ممن حفظو وتوفي عنهم قبل أن يعطيهم الإجازة ثم تولى الخلافة في الإمامة والتدريس نجله العالم الورع المحفوظ ولد خين ولد محمد الأمين ولد أحمد جيد ولد اسليمان ورعاها حق رعايتها حتى توفاه الله صبيحة الجمعة سنة ألفين واثني عشر ميلاية،
ومن أشهر العلماء على قيد الحياة اليوم العالم الزاهد الورع يب ولد واوح شيخ محظرة أهل واوح في آمرج التي تدرس هي الأخرى شتى العلوم الشرعية ومن أوائل المحاضر في المنطقة والعلامة عموي ولد أحمد نالله والعالم أحمد لعزيز.
مناخ المقاطعة شبه مداري بجو عليل ومناظر خلابة تنتشر بالمقاطعة الأودية والهضاب والكثبان والغابات والكدى والبحيرات الجوفية والبطاح....